# Ulica Józefa Poniatowskiego w Kole
Ulica Józefa Poniatowskiego w Kole – jedna z głównych ulic Koła. Wraz z ulicami Mickiewicza i Sienkiewicza tworzy główny trakt przecinający miasto w kierunku równoleżnikowym. W całości położona jest na terenie osiedla Kaliskiego.

## Rys historyczny
Jest pewne, że już w XIII wieku istniała parafia przy romańskiej świątyni w Kościelcu. Wówczas wieś Koło, położona na wyspie rzecznej, podlegała po kościelecką wspólnotę. Musiała zatem istnieć droga łączące te dwie miejscowości. Prawdopodobnie miała podobny przebieg do dzisiejszej ulicy Józefa Poniatowskiego. Wyjazd z miasta w kierunku zachodnim umożliwiała Brama Kaliska, położona na wysokości obecnego zespołu kościelno-klasztornego bernardynów, oraz mostu na zalewie Warty.
Prawdopodobnie w XVI wieku przy tej trasie powstał cmentarz grzebalny z drewnianym kościółkiem Świętego Wawrzyńca. Od XIX wieku już oficjalnie nazywany cmentarzem parafialnym. Kilkaset metrów bliżej, w kierunku Koła, tworzył się cmentarz miejscowych luteran. 
W latach 1939–1945, podczas niemieckiej okupacji, ulica nosiła nazwę Hindenburgstrasse - na cześć pruskiego feldmarszałka i prezydenta Niemiec Paula von Hindenburga.
W okresie międzywojennym wybudowano potężny gmach szpitala powiatowego. W 1961 roku otwarto budynek Szkoły Podstawowej nr 2. Naprzeciwko niej – do 2007 roku – znajdowała się (jedyna w Kole w okresie Polski Ludowej) stacja benzynowa.
Do lat dziewięćdziesiątych ubiegłego stulecia ulica Poniatowskiego była fragmentem drogi międzynarodowej E-30, a jednocześnie drogi krajowej nr 2 (dawniej E8), łączącej Poznań z Warszawą oraz Berlin z Moskwą. Był to w czasach Układu Warszawskiego jeden z najważniejszych traktów drogowych. Trasa ta łączyła bowiem trzy strategiczne stolice tzw. „demoludów”: radziecką, polską i enerdowską.
W 2007 roku przebudowano skrzyżowanie z ulicą Bogumiła i Zamkową, przekształcając je w rondo – które od 2008 roku nosi nazwę Rondo Świętego Bogumiła.

## Ulica dziś
Ulica Józefa Poniatowskiego w granicach administracyjnych miasta Koła ma długość około 1,5 km.
Rozpoczyna się od Mostu Kaliskiego. 30 metrów dalej na Rondzie Świętego Bogumiła krzyżuje się z ulicami Bogumiła i Zamkową. Na 200 metrze znajduje się skrzyżowanie z ulicami Leśną i Dąbrowskiego. Dalej ulica krzyżuje się jeszcze kolejno z ul. Spokojną, ul. Szpitalną i ul. Kazimierza Wielkiego. Następnie przekracza granice administracyjne Koła i wkracza w miejscowość Gozdów, zmieniając nazwę na ulica księcia Józefa. 600 metrów dalej krzyżuje się z drogą krajową nr 92 (ulica Michała Rawity Witanowskiego).
Przy ulicy Poniatowskiego mieszczą się obecnie m.in.
- cmentarz ewangelicki z XIX wieku
- cmentarz rzymskokatolicki i kaplica Przemienienia Pańskiego z 1908 roku
- Szkoła Podstawowa nr 2 w Kole
- szpital powiatowy

Oprócz tego, do gminnej ewidencji zabytków wpisanych jest 5 domów, jeden z budynków szpitala oraz dawna karczma.
Mieszkańcy ulicy Poniatowskiego przynależą do rzymskokatolickiej parafii Podwyższenia Krzyża Świętego.